# Павлычко, Дмитрий Васильевич
Дмитрий Васильевич Павлы́чко (укр. Дмитро́ Васи́льович Павли́чко; 28 сентября 1929, Стопчатов — 29 января 2023, Киев) — советский и украинский поэт, переводчик, литературный критик, политический деятель, дипломат. Герой Украины (2004).
Как поэт дебютировал книгой стихов «Любовь и ненависть» (1953). После 1989 года выступал как активный политический деятель демократического направления — один из организаторов Народного движения Украины за перестройку, Демократической партии Украины, первый руководитель Общества украинского языка имени Тараса Шевченко.

## Биография
Родился 28 сентября 1929 года в селе Стопчатов (ныне — Косовский район, Ивано-Франковская область Украина), в сельской семье. Украинец.
В 1945 году три месяца воевал в составе вооружённых формирований УПА. По приказу сотенного покинул ряды повстанческой армии и впоследствии записался в комсомол.
В 1945—1946 годах — в заключении на протяжении 8 месяцев по обвинению в принадлежности к УПА. В 1946 году прошёл проверку и был выпущен.
В 1947 году поступил на филологический факультет Львовского университета, который закончил в 1953 году. Заведовал отделом поэзии в журнале «Жовтень» («Октябрь»).
После переезда в Киев (1964) работал в секретариате Союза писателей Украины. По собственному признанию, переехал в Киев, потому что понимал, что главная политика делается именно в этом городе. Писал стихи, прославляющие Ленина, КПСС и коммунизм. Депутат Верховных Советов СССР и УССР.
Член КПСС с 1954 по 1990 годы. С 1955 года — член ЦК ЛКСМУ.
В 1971—1978 годах — главный редактор журнала иностранной литературы «Всесвіт» («Вселенная»). Государственный служащий 1-го ранга (1994).
С 19 октября 1995 по 11 мая 1998 года был послом Украины в Словакии, а с 26 февраля 1999 по 11 января 2002 года — послом Украины в Польше.
Был народным депутатом I (1990—1994), III (1998—1999), IV (2005—2006) созывов Верховной Рады, представляя националистические или национально-демократические силы в украинском парламенте.
Умер 29 января 2023 года в Киеве.

### Семья
- Брат Пётр[9]
- Жена Богдана
- Дочь Соломия Павлычко (1958—1999) — украинский литературовед, историк литературы, переводчица.
  - Внучка Богдана (род. 1987)
  - Зять Богдан Кравченко (род. 1946)
- Дочь Роксолана

## Взгляды
Во время президентства Виктора Януковича неоднократно призывал к акциям массового неповиновения против действующей украинской власти. Наибольшим преступлением президента Януковича считал подписание языкового закона, который повышает статус русского языка в русскоязычных регионах Украины. Рассматривал русский язык как язык, который был и остаётся «языком оккупантов». В украинском конфликте высказывался против ДНР и ЛНР. Выступал за запрет Коммунистической партии Украины. Призывал к передаче Киево-Печерской лавры Киевскому патриархату.

## Признание
- Почётный доктор Львовского и Варшавского университета, профессор Киево-Могилянской академии.
- премия Фонда Антоновичей
- Государственная премия УССР имени Т. Г. Шевченко (1977) — за книгу стихов «Любовь и ненависть»
- Международная премия имени Христо Ботева (1986)

## Государственные награды
- Герой Украины с вручением ордена Державы (27 сентября 2004 года) — за выдающийся личный вклад в развитие украинской литературы, создание вершинных образцов поэтического слова, плодотворную государственную и политическую деятельность[12].
- Орден Свободы (22 января 2015 года) — за значительный личный вклад в государственное строительство, социально-экономическое, научно-техническое, культурно-образовательное развитие Украинского государства, многолетний добросовестный труд и высокий профессионализм[13].
- Орден князя Ярослава Мудрого IV степени (25 сентября 2009 года) — за выдающийся личный вклад в обогащение литературного наследия украинского народа, многолетнюю плодотворную общественно-политическую деятельность и по случаю 80-летия со дня рождения[14]
- Орден князя Ярослава Мудрого V степени (12 июля 1999 года) — за весомый личный вклад в развитие дипломатической службы, подъём авторитета Украины на международной арене[15].
- Орден «За заслуги» III степени (27 июня 1997 года) — за личный вклад в разработку, подготовку и принятие Конституции Украины, активную законотворческую работу[16].
- Командор со звездой ордена Возрождения Польши (2014, Польша)[17]
- Командор со звездой ордена Заслуг перед Республикой Польша (2001, Польша)[18]
- Командор ордена Заслуг перед Республикой Польша (1993, Польша)[19]
- Орден Трудового Красного Знамени (24 ноября 1960 года)
- Орден Дружбы народов (28 сентября 1979 года)
- Орден «Знак Почёта» (28 октября 1967 года)
- Юбилейная медаль «25 лет независимости Украины» (19 августа 2016 года) — за значительные личные заслуги в становлении независимой Украины, утверждении её суверенитета и укреплении международного авторитета, весомый вклад в государственное строительство, социально-экономическое, культурно-образовательное развитие, активную общественно-политическую деятельность, добросовестное и безупречное служение Украинскому народу[20]
- Медали
- Международная премия имени Христо Ботева (1986)
- Премия фонда Антоновичей (2004)

## Избранные публикации
- Любов і ненависть (1953)
- Моя земля (1953)
- Чорна нитка (1958)
- Правда кличе (1958, тираж уничтожен цензурой)
- Гранослов (1968)
- Сонети подільської осені (1973)
- Таємниця твого обличчя (1974)
- Магістралями слова (1978, литературная критика)
- Світовий сонет (1983, переводы)
- Над глибинами (1984, литературная критика)
- Спіраль (1984)
- Поеми й притчі (1986)
- Біля мужнього слова (1988, литературная критика)
- Покаянні псалми (1994)
- Антологія словацької поезії XX століття (1997, переводы)
- Золоте ябко (1998)
- Сонети В. Шекспіра (1998, переводы).
- 50 польських поетів (2000, переводы)
- Поезії Хосе Марті (2001, переводы)
- Наперсток (2002)
- Рубаї (2003)
- Сонети (2004, стихи и переводы)
- Не зрадь (2005)
- Три строфи (2007)
- Аутодафе (2008)
- Мала антологія хорватської поезії (2008, переводы)

## Переводческая деятельность
Один из крупнейших переводчиков Украины. В его переводах выходили произведения Данте, Петрарки, Ронсара, Шекспира, Камоэнса, Гёте, Гейне, Бодлера, Ибсена, Дарио, Хосе Марти, Рильке, Лорки, Вальехо, Стаффа, Незвала, Христо Ботева и многих других поэтов.

## Критика
«Когда-то у меня с Дмитрием Павлычко был разговор. Я читал многие его стихи. Некоторые из них прекрасны, а некоторые — поделки на заказ. Это не поэзия. Он раньше восхвалял партию, Ленина, Москву, а потом развенчивал. Я у него спрашивал, когда он был прав: тогда или сейчас?..».— А. А. Мороз, председатель Верховной Рады Украины (1994—1998, 2006—2007)

## Публикации на русском языке
- Собор для Бога. М.: АСТ; Зебра Е, 2009
- Еврейские мелодии В русских переводах Феликса Рахлина[Книга-билингв: укр. оригиналы с параллельным текстом переводов] — Харьков, изд-во «Права людини», 2014

## Фильмография
- 1960 — Роман и Франческа — текст песни
- 1964 — Сон — автор сценария
- 1967 — Киевские мелодии — текст песни
- 1971 — Захар Беркут — автор сценария
- 1979 — Золоторогий олень (мультипликационный)
- 2001 — Чёрная рада — текст песни